# Neurophyseta albimarginalis
Neurophyseta albimarginalis là một loài bướm đêm trong họ Crambidae.